# اکرم الهادی سلیم
اکرم الهادی سلیم (انگلیسی: Akram El Hadi Salim؛ زادهٔ ۲۷ فوریهٔ ۱۹۸۷) بازیکن فوتبال اهل سودان است.
از باشگاه‌هایی که در آن بازی کرده‌است می‌توان به باشگاه فوتبال خارطوم، باشگاه فوتبال المریخ، و باشگاه فوتبال الاهلی خارطوم اشاره کرد.
وی همچنین در تیم ملی فوتبال سودان بازی کرده‌است.